# Paral·lel 4° sud
El paral·lel 4° sud és una línia de latitud que es troba a 4 graus sud de la línia equatorial terrestre. Travessa l'oceà Atlàntic, l'Àfrica, l'Oceà Índic, el Sud-est Asiàtic, l'Australàsia, l'Oceà Pacífic i Amèrica del Sud.

## Geografia
En el sistema geodèsic WGS84, al nivell de 4° de latitud sud, un grau de longitud equival a 111,149 km; la longitud total del paral·lel és de 39.979 km, que és aproximadament 99,9% de la de l'equador, del que es troba a 442 km i a 9.560 km del pol Sud

## Arreu del món
A partir del Meridià de Greenwich i cap a l'est, el paral·lel 4° sud passa per: 
| Coordenades                             | País. Territori o mar | Notes |
| --------------------------------------- | --------------------- | --- |
| 4° 0′ S, 0° 0′ E / 4.000°S,0.000°E      | Oceà Atlàntic         | |
| 4° 0′ S, 11° 13′ E / 4.000°S,11.217°E   | Rep. del Congo        | |
| 4° 0′ S, 15° 42′ E / 4.000°S,15.700°E   | R.D. del Congo        | |
| 4° 0′ S, 29° 6′ E / 4.000°S,29.100°E    | Llac Tanganyika       | |
| 4° 0′ S, 29° 26′ E / 4.000°S,29.433°E   | Burundi               | |
| 4° 0′ S, 30° 13′ E / 4.000°S,30.217°E   | Tanzània              | |
| 4° 0′ S, 38° 15′ E / 4.000°S,38.250°E   | Kenya                 | |
| 4° 0′ S, 39° 44′ E / 4.000°S,39.733°E   | Oceà Índic            | Passa entre illa Denis i illa Aride, Seychelles                                                                                                   |
| 4° 0′ S, 102° 19′ E / 4.000°S,102.317°E | Indonèsia             | illa de Sumatra |
| 4° 0′ S, 105° 52′ E / 4.000°S,105.867°E | Mar de Java           | |
| 4° 0′ S, 114° 37′ E / 4.000°S,114.617°E | Indonèsia             | illa de Borneo |
| 4° 0′ S, 115° 2′ E / 4.000°S,115.033°E  | Mar de Java           | |
| 4° 0′ S, 116° 2′ E / 4.000°S,116.033°E  | Indonèsia             | illa de Laut |
| 4° 0′ S, 116° 10′ E / 4.000°S,116.167°E | Estret de Macassar    | |
| 4° 0′ S, 119° 34′ E / 4.000°S,119.567°E | Indonèsia             | illa de Sulawesi (Península de Selatan) |
| 4° 0′ S, 120° 20′ E / 4.000°S,120.333°E | Golf de Boni          | |
| 4° 0′ S, 121° 25′ E / 4.000°S,121.417°E | Indonèsia             | illa de Sulawesi (Península de Tenggana) |
| 4° 0′ S, 122° 38′ E / 4.000°S,122.633°E | Mar de Banda          | |
| 4° 0′ S, 123° 0′ E / 4.000°S,123.000°E  | Indonèsia             | illa de Wowoni |
| 4° 0′ S, 123° 3′ E / 4.000°S,123.050°E  | Mar de Banda          | Passa al sud de l'illa de Buru, Indonèsia · Passa al sud de l'illa d'Ambon, Indonèsia · Passa al sud de l'illa de Seram, Indonèsia                |
| 4° 0′ S, 131° 12′ E / 4.000°S,131.200°E | Indonèsia             | Illes de Seram Laut |
| 4° 0′ S, 131° 26′ E / 4.000°S,131.433°E | Mar de Ceram          | |
| 4° 0′ S, 132° 51′ E / 4.000°S,132.850°E | Indonèsia             | illa de Nova Guinea |
| 4° 0′ S, 133° 19′ E / 4.000°S,133.317°E | Mar d'Arafura         | |
| 4° 0′ S, 134° 11′ E / 4.000°S,134.183°E | Indonèsia             | Illes d'Aiduma i Nova Guinea |
| 4° 0′ S, 141° 0′ E / 4.000°S,141.000°E  | Papua Nova Guinea     | illa de Nova Guinea |
| 4° 0′ S, 144° 34′ E / 4.000°S,144.567°E | Oceà Pacífic          | Mar de Bismarck, passa al nord de Manam, Papua Nova Guinea                                                                                        |
| 4° 0′ S, 152° 35′ E / 4.000°S,152.583°E | Papua Nova Guinea     | illa de Nova Irlanda |
| 4° 0′ S, 152° 56′ E / 4.000°S,152.933°E | Oceà Pacífic          | |
| 4° 0′ S, 153° 42′ E / 4.000°S,153.700°E | Papua Nova Guinea     | illa de Babase |
| 4° 0′ S, 153° 43′ E / 4.000°S,153.717°E | Oceà Pacífic          | Passa al sud d'illa McKean, Kiribati · Passa al sud d'illa Birnie, Kiribati · passa al nord de Manra, Kiribati · Passa al sud de Rawaki, Kiribati |
| 4° 0′ S, 154° 58′ O / 4.000°S,154.967°O | Kiribati              | Illa Malden |
| 4° 0′ S, 154° 54′ O / 4.000°S,154.900°O | Oceà Pacífic          | |
| 4° 0′ S, 80° 59′ O / 4.000°S,80.983°O   | Perú                  | |
| 4° 0′ S, 80° 26′ O / 4.000°S,80.433°O   | Equador               | For about 13 km |
| 4° 0′ S, 80° 19′ O / 4.000°S,80.317°O   | Perú                  | Uns 7 km |
| 4° 0′ S, 80° 15′ O / 4.000°S,80.250°O   | Equador               | |
| 4° 0′ S, 78° 31′ O / 4.000°S,78.517°O   | Perú                  | |
| 4° 0′ S, 70° 10′ O / 4.000°S,70.167°O   | Colòmbia              | |
| 4° 0′ S, 69° 53′ O / 4.000°S,69.883°O   | Brasil                | Amazonas Pará Maranhão Piauí Ceará |
| 4° 0′ S, 38° 14′ O / 4.000°S,38.233°O   | Oceà Atlàntic         | Passa al sud de l'atol de les Roques, Brasil · Passa al sud de l'illa Fernando de Noronha, Brasil                                                 |